# Leuschner (cràter)

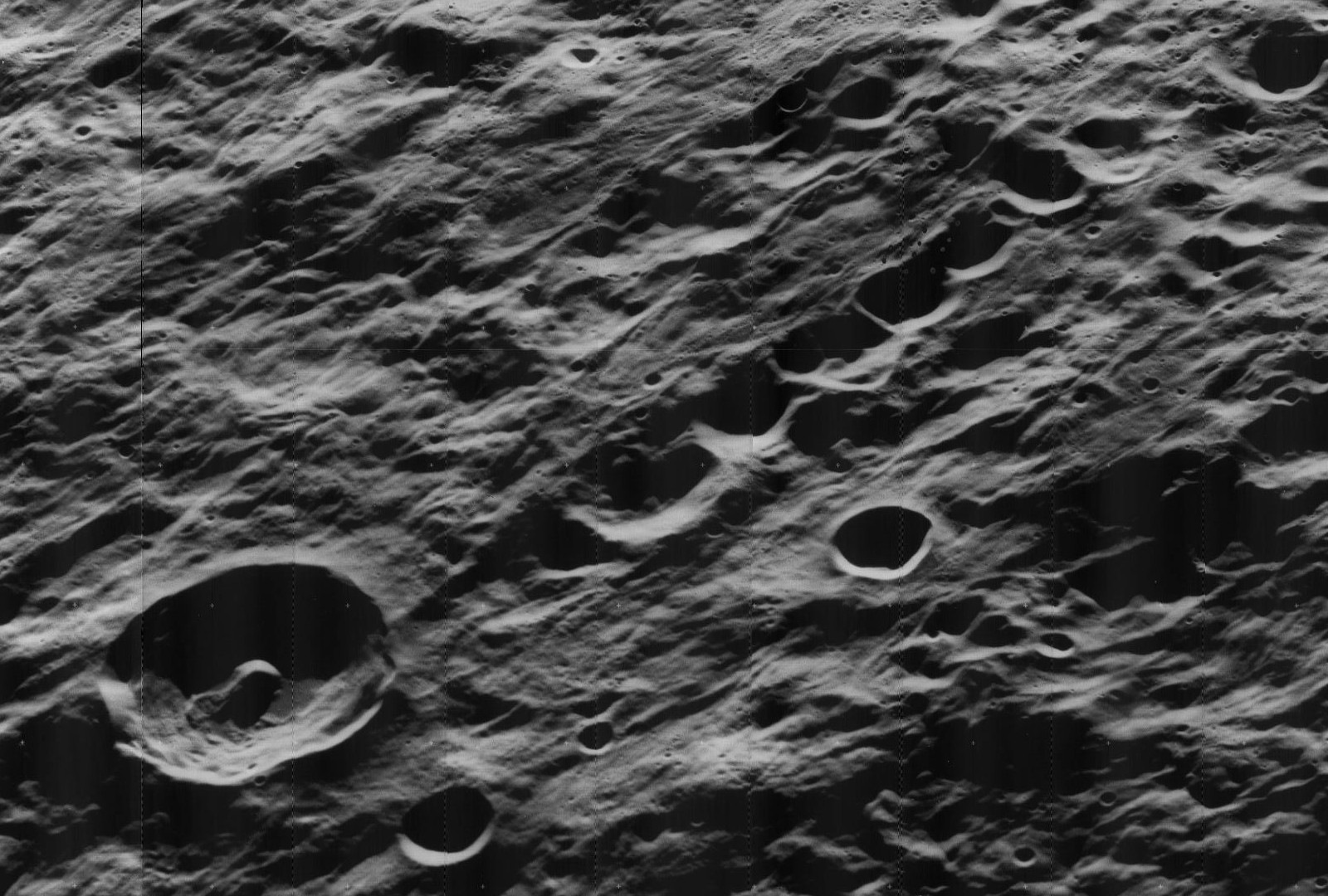
Vista obliqua de Leuschner (a baix esquerra) amb la Catena Leuschner (GDL) (fila de cràters a dalt a la dreta), mirant a l'oest

Leuschner és un cràter d'impacte pertanyent a la cara oculta de la Lluna, situat al nord-oest dels Muntis Serralada. Es troba al nord del cràter Grachev, en la falda exterior de materials eyectados que envolta la conca d'impacte del Mare Orientale. Es tracta d'un cràter circular amb una vora que només ha estat lleugerament erosionada per impactes posteriors. Dins del sòl interior apareix una formació de crestes central.
La Catena Leuschner (GDL) és una cadena de cràters que comença en la vora exterior nord de Leuschner, situada amb rumb nord-oest cap al cràter Kolhörster. La posició d'aquest element és radial pel que fa a l'impacte que va formar el Mare Orientale, i probablement va ser causada per grans blocs expulsats durant la formació d'aquesta mar.

## Cràters satèl·lit
Per convenció aquests elements són identificats en els mapes lunars posant la lletra en el costat del punt central del cràter que està més proper a Leuschner.
|           | \| Leuschner \| Coordenades \| Diàmetre \| \| --------- \| ------------------------------------ \| -------- \| \| L \| 1° 06′ S, 108° 48′ O / 1.1°S,108.8°O \| 18 km \| \| Z \| 5° 18′ N, 109° 18′ O / 5.3°N,109.3°O \| 18 km \| |          |
| Leuschner | Coordenades | Diàmetre |
| L         | 1° 06′ S, 108° 48′ O / 1.1°S,108.8°O | 18 km    |
| Z         | 5° 18′ N, 109° 18′ O / 5.3°N,109.3°O | 18 km    |

### Altres referències
- (WGPSN), IAU Working Group for Planetary System Nomenclature. «Gazetteer of Planetary Nomenclature. 1:1 Million-Scale Maps of the Moon» (en anglès).  UAI / USGS, 13-02-2013. [Consulta: 6 abril 2016].
- Andersson, L. E.; Whitaker, E. A.,. NASA Catalogue of Lunar Nomenclature (en anglès).  NASA RP-1097, 1982.
- Blue, Jennifer. «Gazetteer of Planetary Nomenclature» (en anglès).  USGS, 25-07-2007. [Consulta: 2 gener 2012].
- Bussey, B.; Spudis, P.. The Clementine Atlas of the Moon (en anglès).  Nueva York: Cambridge University Press, 2004. ISBN 0-521-81528-2.
- Cocks, Elijah E.; Cocks, Josiah C.. Who's Who on the Moon: A Biographical Dictionary of Lunar Nomenclature (en anglès).  Tudor Publishers, 1995. ISBN 0-936389-27-3.
- McDowell, Jonathan. «Lunar Nomenclature» (en anglès).   Jonathan's Space Report, 15-07-2007. [Consulta: 2 gener 2012].
- Menzel, D. H.; Minnaert, M.; Levin, B.; Dollfus, A.; Bell, B. «Report on Lunar Nomenclature by The Working Group of Commission 17 of the IAU» (en anglès). Space Science Reviews, 12, 1971, pàg. 136.
- Moore, Patrick. On the Moon (en anglès).  Sterling Publishing Co, 2001. ISBN 0-304-35469-4.
- Price, Fred W. The Moon Observer's Handbook (en anglès).  Cambridge University Press, 1988. ISBN 0521335000.
- Rükl, Antonín. Atlas of the Moon (en anglès).  Kalmbach Books, 1990. ISBN 0-913135-17-8.
- Webb, Rev. T. W.. Celestial Objects for Common Telescopes, 6ª edición revisada (en anglès).  Dover, 1962. ISBN 0-486-20917-2.
- Whitaker, Ewen A. Mapping and Naming the Moon (en anglès).  Cambridge University Press, 2003. 978-0-521-54414-6.
- Wlasuk, Peter T. Observing the Moon (en anglès).  Springer, 2000. ISBN 1-85233-193-3.